# Samtgemeinde Tarmstedt
Samtgemeinde Tarmstedt er en Samtgemeinde med 8 kommuner, beliggende i den vestlige del af Landkreis Rotenburg (Wümme), i den nordlige del af den tyske delstat Niedersachsen. Samtgemeindens administration ligger i byen Tarmstedt.

## Geografi
Samtgemeinde Tarmstedt ligge mellem byerne Bremen og Hamburg. Landskabsmæssigt ligger den i Zevener Geest.

### Inddeling
I Samtgemeinde Tarmstedt ligger følgende kommuner:
- Breddorf
- Bülstedt
- Hepstedt
- Kirchtimke
- Tarmstedt
- Vorwerk
- Westertimke
- Wilstedt